# 5276 Gulkis
5276 Gulkis (1987 GK) là một tiểu hành tinh vành đai chính được phát hiện ngày 1 tháng 4 năm 1987 bởi Helin, E. F. ở Palomar.